# Trypoxylon clavicerum
Trypoxylon clavicerum é uma espécie de insetos himenópteros, mais especificamente de vespas pertencente à família Crabronidae.
A autoridade científica da espécie é Lepeletier & Serville, tendo sido descrita no ano de 1828.
Trata-se de uma espécie presente no território português.